# Markowski & Sygitowicz
Markowski & Sygitowicz – album studyjny Grzegorza Markowskiego i Ryszarda Sygitowicza. Wydawnictwo ukazało się 26 marca 2010 roku nakładem wytwórni muzycznej EMI Music Polska. Gościnnie na płycie wystąpił instrumentalista Jacek Królik oraz wokalistka Natalia Kukulska. W ramach promocji płyty został zrealizowany teledysk do utworu „Każdej nocy”. Teksty piosenek napisali m.in. Jacek Cygan, Andrzej Mogielnicki i Ryszard Kunce. Nagrania dotarły do 19. miejsca zestawienia OLiS.
W lipcu 2010 roku album został nominowany do nagrody Superjedynki w kategorii „Płyta rock”, zaś w listopadzie do plebiscytu Telekamery Tele Tygodnia 2011 w kategorii „Muzyka”. 7 grudnia 2012 roku na stronie internetowej projektu opublikowane zostały oryginalne wersje trzech utworów z płyty - „Każdej nocy”, „Wybacz mi” oraz „Ty wiesz”, które na płycie ukazały się w wersjach „radio edit”. Piosenki zostały udostępnione bezpłatnie w formie digital download. 17 marca 2013 roku został udostępniony kolejny utwór "Brudne łapki", który nie znalazł się na płycie z powodu odrzucenia przez wytwórnię. W piosence gościnnie wystąpiła Natalia Kukulska.

## Lista utworów
źródło:.
1. „Z duszą na ramieniu” (muz. Ryszard Sygitowicz, sł. Andrzej Mogielnicki) – 3:58
2. „Nie da rady” (muz. Ryszard Sygitowicz, sł. Ryszard Sygitowicz, Katarzyna Jasińska, Agnieszka Sygitowicz) – 3:41
3. „Czy ja śnię” (muz. Ryszard Sygitowicz, sł. Ryszard Sygitowicz) – 5:16
4. „FilozOFF” (muz. Ryszard Sygitowicz, sł. Ryszard Sygitowicz) – 3:51
5. „Chcesz więcej” (muz. Ryszard Sygitowicz, sł. Ryszard Kunce) – 4:06
6. „Go go – shake your body” (muz. Ryszard Sygitowicz, sł. Ryszard Sygitowicz) – 3:46
7. „Wybacz mi” (Radio Edit) (muz. Grzegorz Markowski, sł. Jacek Cygan) – 2:50
8. „Gra” (muz. Ryszard Sygitowicz, sł. Jacek Cygan) – 4:09
9. „Wyrzuć TiVi” (muz. Ryszard Sygitowicz, sł. Katarzyna Jasińska) – 4:03
10. „Ty wiesz” (Radio Edit) (muz. Grzegorz Markowski, sł. Ryszard Kunce) – 3:44
11. „Ten sen” (muz. Ryszard Sygitowicz, sł. Andrzej Mogielnicki) – 3:25
12. „Każdej nocy” (Radio Edit) (muz. Ryszard Sygitowicz, sł. Ryszard Kunce) – 3:09
13. „Idę na szczyt” (muz. Grzegorz Markowski, sł. Bogdan Loebl) – 3:15
14. „To” (Radio Edit) (muz. Ryszard Sygitowicz, sł. Andrzej Mogielnicki) – 3:09
15. „To” (muz. Ryszard Sygitowicz, sł. Andrzej Mogielnicki) – 2:59

Dodatkowe utwory dostępne w formie digital download:
1. „Każdej nocy” (muz. Ryszard Sygitowicz, sł. Ryszard Kunce) – 3:54
2. „Wybacz mi” (muz. Grzegorz Markowski, sł. Jacek Cygan) – 2:50
3. „Ty wiesz” (muz. Grzegorz Markowski, sł. Ryszard Kunce) – 3:44
4. „Brudne łapki” (feat. Natalia Kukulska) (muz. Ryszard Sygitowicz, sł. Ryszard Sygitowicz) – 4:10

## Twórcy
źródło:.
| - Grzegorz Markowski – wokal prowadzący - Ryszard Sygitowicz – produkcja muzyczna, aranżacje, gitara elektryczna, gitara akustyczna, gitara basowa, fortepian, wokal wspierający, wokal prowadzący (utwór 6), miksowanie - Leszek Kamiński – produkcja muzyczna, miksowanie, realizacja - Michał Dąbrówka – perkusja - Michał Grott – gitara basowa - Wojtek Wójcicki – instrumenty klawiszowe - Katarzyna Łaska – wokal wspierający - Jakub Molęda – wokal wspierający - Maciej Molęda – wokal wspierający - Orianna Bogdanowicz – skrzypce |  | - Paweł Futyma – skrzypce - Michał Dąbek – wiolonczela - Michał Jurkiewicz – altówka - gościnnie: Jacek Królik – gitara elektryczna (utwory 1, 2, 5 oraz "Ty wiesz" w wersji digital download) - Jerzy Runowski – gitara elektryczna, instrumenty klawiszowe, programowanie perkusji (utwór 7), programowanie smyczków i instrumentów perkusyjnych (utwór 10), realizacja (utwory 7, 10, 12, 14), miksowanie (utwory 7, 10, 12, 14), produkcja muzyczna (utwory 7, 10, 12, 14) - Rafał Sędek – wokal wspierający, gitara elektryczna (utwór 12), produkcja muzyczna (utwory 7, 10, 12, 14) - Maciej Aleksandrowicz – loopy (utwór 6) - Grzegorz Piwkowski – mastering - Szymon Kobusiński – zdjęcia - Adam Galas – management |